# أل جاكسون (لاعب كرة قاعدة)
أل جاكسون (بالإنجليزية: Al Jackson)‏ هو لاعب كرة قاعدة أمريكي، ولد في 26 ديسمبر 1935 في واكو في الولايات المتحدة.

## الحياة الشخصية
كان لآل جاكسون وزوجته نادين ولدان ريجي وباري وحفيدان ويسلي جاكسون وكايل جاكسون. شغل منصب شيخ في الكنيسة المشيخية. توفي جاكسون صباح يوم 19 أغسطس 2019، بعد صراع طويل مع المرض في دار إميرالد للمسنين في بورت سانت لوسي، فلوريدا. كان عمره 83 عامًا.

## وصلات خارجية
- أل جاكسون على موقع دوري كرة القاعدة الرئيسي (الإنجليزية)
- أل جاكسون على موقعبيزبول رفرنس.كوم (الدوري الرئيسي) (الإنجليزية)
- أل جاكسون على موقعبيزبول رفرنس.كوم (الدوري الثانوي) (الإنجليزية)